# Zoltán Székely (Fechter)
Zoltán Székely (* 23. Februar 1952 in Budapest) ist ein ehemaliger ungarischer Fechter.

## Erfolge
Zoltán Székely wurde 1981 in Clermont-Ferrand in der Einzelkonkurrenz nach einem Finalsieg über Alexander Moschajew Weltmeister, zudem gewann er mit der Mannschaft die Bronzemedaille. Ebenfalls 1981 wurde er Dritter bei den Europameisterschaften in Foggia. Im Jahr darauf sicherte er sich in Rom in der Mannschaftskonkurrenz ein weiteres Mal WM-Bronze. Bei den Olympischen Spielen 1988 in Seoul belegte er im Einzel den 20. Rang, nachdem er in der zweiten Runde der Hoffnungsrunde ausgeschieden war. Den Mannschaftswettbewerb beendete er mit der ungarischen Equipe auf Rang sechs.